# Kal Penn
Kalpen Suresh Modi (Montclair, Nueva Jersey; 23 de abril de 1977), conocido como Kal Penn, es un actor, autor y exasesor político de la Casa Blanca estadounidense. Este último trabajo lo realizó en distintas etapas entre 2009 y 2011, durante la administración presidencial de Barack Obama.

## Biografía y carrera

### Primeros años
Nació en Montclair, Nueva Jersey. Su padre era ingeniero y su madre trabajó como evaluadora de fragancias para una empresa de perfumes, siendo ambos inmigrantes Guyaratí de la India. Penn fue alumno y graduado de la Freehold Township High School, pero a veces se dice que se ha graduado en la Howell High School, donde cobró protagonismo en la escuela con algunas producciones teatrales, o en The Fine and Performing Arts Specialized Learning Center, donde estuvo durante tres años. Asistió a la Universidad de California, en Los Ángeles, donde se especializó en doblaje de cine y sociología. Mientras estaba allí, fue miembro fundador de la sociedad intelectual del metro, 6 South. También desempeñó un papel importante en el club del campus, Sangam.

### Actuación
Es conocido por sus papeles como protagonista en películas como National Lampoon's Van Wilder, Harold & Kumar Go to White Castle, El buen nombre, Van Wilder 2, La rebelión de Taj y Harold & Kumar Escape from Guantanamo Bay. También apareció en el filme Epic Movie, y Superman Returns como secundario.
Interpretó al doctor Lawrence Kutner en la serie de televisión House M. D., hasta que su personaje fue eliminado en la quinta temporada. Fue incorporado al reparto de How I Met Your Mother en la temporada 7. Además, tuvo una participación en la serie 24. En 2011 trabajó en A Very Harold & Kumar 3D Christmas. También participó en The Big Bang Theory.

### Política
Penn decidió dejar su trabajo en House M. D. para trabajar en la administración de la Presidencia de los Estados Unidos como el director asociado de la oficina de Relaciones y Asuntos Gubernamentales.
En enero de 2017, como una manera de responder un insulto racista recibido por internet, logra recaudar más de 800 mil dólares para la Cruz Roja, con el objetivo de ayudar a los refugiados de la guerra en Siria. La campaña de fin de semana se titulaba: «Donemos a los refugiados sirios en nombre del tipo que dijo que yo no pertenezco a Estados Unidos».

## Vida personal
Penn es Hindú. En octubre de 2021, durante la promoción de sus memorias, You Can't Be Serious, Penn anunció su compromiso con su novio Josh, con quien había estado durante once años. Con respecto a su orientación sexual, Penn dijo que había «descubierto [su] propia sexualidad relativamente tarde en la vida en comparación con muchas otras personas». Sin embargo, siente que «no hay una línea de tiempo para estas cosas. La gente descubre sus cosas en diferentes momentos de sus vidas, así que me alegro de haberlo hecho cuando lo hice».

## Filmografía

### Cine
| Año  | Título                                         | Rol                    |
| ---- | ---------------------------------------------- | ---------------------- |
| 1998 | Express: Aisle to Glory                        | Jackie Newton          |
| 1999 | Freshman                                       | Ajay                   |
| 2001 | American Desi                                  | Ajay Pandya            |
| 2002 | Hector                                         | Kendal Cunningham      |
| 2002 | National Lampoon's Van Wilder                  | Taj Mahal Badalandabad |
| 2002 | Badger                                         | Sanjay                 |
| 2003 | Cosmopolitan                                   | Vandana's Fiancé       |
| 2003 | El amor no cuesta nada                         | Kenneth Warman         |
| 2003 | Malibu's Most Wanted                           | Hadji                  |
| 2003 | Dude, Where's the Party?                       | Mohan "Mo" Bakshi      |
| 2004 | Harold & Kumar Go to White Castle              | Kumar Patel            |
| 2004 | Ball & Chain                                   | Bobby                  |
| 2004 | Seguridad nacional                             | Harrison               |
| 2005 | Dancing in Twilight                            | Sam                    |
| 2005 | Son of the Mask                                | Jorge                  |
| 2005 | A Lot like Love                                | Jeeter                 |
| 2005 | Sueño                                          | Raj                    |
| 2006 | Man About Town                                 | Alan Fineberg          |
| 2006 | Bachelor Party Vegas                           | Z-Bob                  |
| 2006 | El buen nombre                                 | Gogol / Nikhil Ganguli |
| 2006 | Superman Returns                               | Stanford               |
| 2006 | Deck the Halls                                 | Amit Sayid             |
| 2006 | National Lampoon's Van Wilder: The Rise of Taj | Taj Mahal Badalandabad |
| 2007 | Epic Movie                                     | Edward                 |
| 2008 | Harold & Kumar Escape from Guantanamo Bay      | Kumar Patel            |
| 2011 | A Very Harold & Kumar 3D Christmas             | Kumar Patel            |
| 2013 | Bhopal: A Prayer for Rain                      | Motwani                |
| 2017 | Once Upon a Time in Venice                     | Empleado               |
| 2022 | Smile                                          | Dr. Morgan Desai       |
| 2024 | The Underdoggs                                 | Kauffman               |

### Televisión
| Año           | Título                                | Rol                 | Nota                                 |
| ------------- | ------------------------------------- | ------------------- | ------------------------------------ |
| 1999          | Brookfield                            | Kumar Zimmerman     |                                      |
| 1999          | Buffy the Vampire Slayer              | Hunt                | 1 episode                            |
| 2000          | Sabrina, the Teenage Witch            | Prajeeb             | 1 episodio                           |
| 2000          | Spin City                             | Buddy               | 1 episode                            |
| 2001          | Ángel                                 | Fez Boy             | 1 episodio                           |
| 2001          | ER                                    | Narajan             | 1 episodio                           |
| 2001          | NYPD Blue                             | Solomon Al-Ramai    | 1 episodio                           |
| 2001          | The Agency                            | Malek               | 1 episodio                           |
| 2003          | All About the Andersons               | Dinesh              |                                      |
| 2003          | Tru Calling                           | Steven              | 1 episodio                           |
| 2003          | The Lonely Island                     | Fred                | 1 episodio                           |
| 2006          | The Danny Comden Project              | Max                 |                                      |
| 2007          | Law & Order: Special Victims Unit     | Henry Chanoor       |                                      |
| 2007          | 24                                    | Ahmed Amar          | 4 episodios                          |
| 2007-2012     | House                                 | Dr. Lawrence Kutner | 37 episodios                         |
| 2011-2014     | How I Met Your Mother                 | Kevin               | 10 episodios                         |
| 2013          | We Are Men                            | Gil Bartis          |                                      |
| 2016          | Deadbeat                              | Clyde               |                                      |
| 2016-2019     | Designated Survivor                   | Seth                | personaje principal, serie de TV ABC |
| 2019-presente | La economía global, esa enorme bestia | Él mismo            | docuserie de TV HBO                  |
| 2019          | The Big Bang Theory                   | Dr. Campbell        | Host                                 |